# Diagramme causal
Pour les articles homonymes, voir diagramme.
En inférence causale, un diagramme causal est un réseau bayésien dont les relations représentent des relations de causalité entre des variables aléatoires.